# Telchinia sotikensis
Telchinia sotikensis is een vlinder uit de familie van de Nymphalidae. De wetenschappelijke naam van de soort is voor het eerst gepubliceerd in 1891 door Emily Mary Bowdler Sharpe.

## Waardplanten
De rups leeft op diverse soorten van de kaasjeskruidfamilie (Malvaceae) t.w. Triumfetta pilosa, Triumfetta rhomboidea en soorten van het geslacht Hibiscus.

## Verspreiding
De soort komt voor in de lagergelegen bergbossen van Nigeria, Kameroen, Centraal Afrikaanse Republiek, Congo-Kinshasa, Ethiopië, Oeganda, Kenia, Rwanda, Tanzania, Angola, Zambia, Malawi en Mozambique.

## Ondersoorten
- Telchinia sotikensis sotikensis (Sharpe, 1892) (Oost- en Zuid-Congo-Kinshasa, Ethiopië, Oeganda, West- en Centraal-Kenia, Rwanda, Tanzania, Zambia, Noord-Malawi, Mozambique)
  - = Acraea supponina ninapo Suffert, 1904
  - = Acraea sotikensis rowena Eltringham, 1912
  - = Acraea sotikensis katerensis Stoneham, 1943
- Telchinia sotikensis karschi (Aurivillius, [1899]) (Nigeria, Kameroen, Angola)
  - = Acraea viviana var. karschi Aurivillius, [1899]
  - = Acraea karschi Aurivillius, 1899
  - = Acraea sotikensis karschi Aurivillius, 1899